# Ben Monder
Ben Monder (New York, 24 mei 1962) is een Amerikaanse jazzgitarist.

## Biografie
Monder speelde aanvankelijk viool, toen hij elf was ging hij gitaar spelen. Hij studeerde aan Westchester Conservatory of Music (1979-1984), de University of Miami en Queens College. Een van zijn eerste professionele jobs was bij Jack McDuff (1986).
In 1995 kwam hij met zijn debuutalbum, Flux, opgenomen met drummer Jim Black en contrabassist Drew Gress. Andere albums van Monder zijn onder meer Bloom (opgenomen in 2001, pas later uitgekomen), het soloalbum Oceana (2005) en The Distance (2006), een album met pianist Chris Gestrin en drummer Dylan van der Schyff. In 2007 nam hij At Night op met Theo Bleckmann en drummer Satoshi Takeishi. Monder speelde gitaar op David Bowie's laatste studioalbum, Blackstar (2016).
Monder is lid van het Maria Schneider Jazz Orchestra en Lee Konitz New Nonet. Hij heeft samengewerkt met o.a. Paul Motian (in diens Electric Bebop Band), Chris Cheek, Tim Berne, David Binney, George Garzone, Jon Gordon, Julie Hardy, John Hollenbeck, Marc Johnson, Frank Kimbrough, Guillermo Klein, Dave Liebman, Michael Leonhart, Rebecca Martin, Donny McCaslin, Bill McHenry, Charles Pillow, Tim Ries, Pete Robbins, Josh Roseman, Kendra Shank, Toots Thielemans, Kenny Wheeler, Dan Willis, Miguel Zenón en Patrick Zimmerli.
Van 2002 tot 2005 gaf hij les aan New England Conservatory.

## Discografie
- Flux (Songlines Recordings, 1995)
- Dust (Arabesque, 1997)
- Heyday (Soul Note, 1998)
- No Boat met Theo Bleckmann (Songlines, 1997)
- Excavation (Arabesque, 2000)
- Oceana (Sunnyside, 2005)
- The Distance (Songlines, 2006)
- At Night met Theo Bleckmann (Songlines, 2007)
- Bloom met Bill McHenry (Sunnyside, 2009)
- Hydra (Sunnyside, 2013)
- Amorphae (ECM, 2015)
- I Will Follow You (Bee Jazz, 2010)
- Gasteiz (Fresh Sound New Talent, 2014)
- Shining Sea (2014)
- The Dream of the Earth (2016)[4]